# Mascha Schilinski
Mascha Schilinski, née en 1984 à Berlin, est une réalisatrice et scénariste allemande.

## Biographie
Mascha Schilinski, qui se définit elle-même comme « franco-allemande », est la fille d'une cinéaste. Enfant déjà, elle accompagnait sa mère sur les lieux de tournage et les plateaux de cinéma. Pendant sa scolarité, Schilinski a tenu des rôles dans des téléfilms et des films. Elle a terminé sa formation scolaire par un Abitur spécialisé en psychologie.
Schilinski a ensuite travaillé comme directrice de casting pour l'agence de comédiens Gesichter à Potsdam-Babelsberg. L'agence se concentrait sur la découverte d'acteurs enfants et adolescents. Divers stages ont suivi dans différents domaines de l'industrie cinématographique. En outre, Schilinski a voyagé en Europe pendant plusieurs années lorsqu'elle avait une vingtaine d'années. Selon ses propres dires, elle a ainsi parcouru l'Italie pendant deux ans en tant que prestidigitatrice et danseuse de feu avec un petit cirque itinérant. Elle a également voyagé en Espagne, en France, au Portugal et à La Gomera et a écrit des nouvelles.

## Filmographie
- 2008 : Nachtschwärmer (film à sketches, scénariste seulement)
- 2009 : Ennea (websérie, scénariste seulement)
- 2012 : Wir müssen los (court métrage, co-réalisatrice)
- 2013 : Das Bedürfnis (scénariste seulement)
- 2014 : Das Gefühl (court métrage)
- 2015 : Die Katze (court métrage)
- 2017 : Die Tochter (de)
- 2019–2020 : Soko brigade des stups : Cologne (série télévisée, trois épisodes ; scénariste et réalisatrice)
- 2025 : In die Sonne schauen

## Distinctions
- 2025 : Prix du jury du Festival de Cannes pour In die Sonne schauen